# Ferrari SF15-T
A Ferrari SF15-T egy Formula–1-es versenyautó, melyet a Ferrari csapat a 2015-ös Formula–1 világbajnokság során használt. Kimi Raikkönen mellett a távozó Fernando Alonso helyére Sebastian Vettel érkezett. Vettel névadási szokását is magával hozta, így az új Ferrari beceneve "Eva" lett. Külsőre az előző évi autó továbbfejlesztésének mutatkozik, de a korábbi "porszívó"-orr helyett "cipőkanál"-orral.

## Az idény
A korábbi sikertelenségek miatt teljes garnitúraváltás zajlott le a csapatnál. Marco Mattiacci helyére Maurizio Arrivabene érkezett, mint csapatfőnök. Ő reális célkitűzésként azt várta el a Ferraritól, hogy az évben 2 futamgyőzelmet kell aratniuk. Rögtön a második futamon sikerült is az első győzelmet elérni: Vettel megnyerte a Maláj Nagydíjat, kihasználva a biztonsági autó mögötti kavarodást. Raikkönen defekt miatt végül csak negyedik lett ugyanitt, ő az idénybeli legjobb eredményét, egy második helyet, Bahreinben érte el.
A Magyar Nagydíjon Vettel parádés versenyzéssel lerajtolta a két Mercedest, átvette a vezetést, és meg is nyerte a futamot. Szingapúrban pole pozíciót szerzett, amire a Ferrari három éve nem volt képes. Ez a pole pozíció törte meg a Mercedes másfél éves dominanciáját az elsőségek terén. Vettel meg is nyerte a futamot, míg Raikkönen harmadik lett, így kettős dobogót ünnepelhettek.
A csapat végül a második helyen zárt a konstruktőri bajnokságban, kétszer annyi pontot gyűjtve, mint az előző idényben. Ők voltak a Mercedes egyedüli kihívói, mint az egyetlen csapat, amely versenyeket tudott nyerni rajtuk kívül. A DHL Fastest Pitstop Award-ot is a csapat kapta meg, a legtöbb leggyorsabb kerékcseréért.

## Eredmények
| Év   | Csapat           | Motor       | Gumik | Pilóták          | 1   | 2   | 3   | 4   | 5   | 6   | 7   | 8   | 9   | 10  | 11  | 12  | 13  | 14  | 15  | 16  | 17  | 18  | 19  | Pontok | Helyezés |
| ---- | ---------------- | ----------- | ----- | ---------------- | --- | --- | --- | --- | --- | --- | --- | --- | --- | --- | --- | --- | --- | --- | --- | --- | --- | --- | --- | ------ | -------- |
| 2015 | Scuderia Ferrari | Ferrari 059 | P     |                  | AUS | MAL | CHN | BHR | ESP | MON | CAN | AUT | GBR | HUN | BEL | ITA | SIN | JPN | RUS | USA | MEX | BRA | ABU | 428    | 2.       |
| 2015 | Scuderia Ferrari | Ferrari 059 | P     | Sebastian Vettel | 3   | 1   | 3   | 5   | 3   | 2   | 5   | 4   | 3   | 1   | 12† | 2   | 1   | 3   | 2   | 3   | KI  | 3   | 4   | 428    | 2.       |
| 2015 | Scuderia Ferrari | Ferrari 059 | P     | Kimi Räikkönen   | KI  | 4   | 4   | 2   | 5   | 6   | 4   | KI  | 8   | KI  | 7   | 5   | 3   | 4   | 8   | KI  | KI  | 4   | 3   | 428    | 2.       |

† Nem ért célba, de rangsorolták, mert teljesítette a verseny 90 százalékát.

## Fordítás
- Ez a szócikk részben vagy egészben  a   Ferrari SF15-T című angol Wikipédia-szócikk ezen változatának fordításán alapul.  Az eredeti cikk szerkesztőit annak laptörténete sorolja fel. Ez a jelzés csupán a megfogalmazás eredetét és a szerzői jogokat jelzi, nem szolgál a cikkben szereplő információk forrásmegjelöléseként.